# Astroten-Experiment
Das sogenannte Astroten-Experiment, in der englischsprachigen Literatur als Hofling (hospital) experiment oder Hofling study bekannt, war ein 1966 durchgeführtes Feldexperiment einer Forschergruppe um den Psychiater Charles K. Hofling. Es beschäftigt sich mit dem Verhältnis zwischen Ärzten und Krankenschwestern und gehört zu den klassischen Experimenten zu abweichendem Verhalten in Organisationen.

## Versuchsaufbau
22 Krankenschwestern wurden von einem fiktiven Arzt („Dr. Smith“) telefonisch dazu aufgefordert, zu überprüfen, ob das Medikament „Astroten“ (ein Placebo) im Medikamentenschrank vorhanden sei. Laut Etikett liegt die Maximaldosis des Medikaments bei 10 mg. Dr. Smith hat die Krankenschwestern darum gebeten, 20 mg des Medikaments einem Patienten zu verabreichen. Die Unterschrift, die zur Vergabe notwendig sei, würde er nachreichen. Es wurde beobachtet, wie sich die Krankenschwestern verhalten. Bei Verabreichen des Medikamentes würden sie drei Regeln des Krankenhauses brechen: 1. Anweisungen telefonisch anzunehmen. 2. Eine Überdosis zu verabreichen und 3. Die Verabreichung eines nicht zugelassenen Medikamentes. 95 % der Krankenschwestern befolgten die Anweisung von Dr. Smith und brachen somit die Regeln des Krankenhauses.
Als Kontrollgruppe wurden 22 Auszubildende befragt, wie sie sich in der Situation verhalten würden. 21 sagten, sie würden der Anweisung nicht nachgehen. Hier wurde deutlich, dass es eine große Diskrepanz zwischen Selbsteinschätzung und faktischem Verhalten gibt.

## Interpretation
Die Autoren kommen zu dem Schluss, dass die Krankenschwestern den Anweisungen von Ärzten eher Folge leisten als ihrem eigenen Urteilsvermögen, da sie ihnen eine höhere fachliche Kompetenz zurechnen. Organisationstheoretisch interpretiert zeigt das Experiment, dass in Krankenhäusern die hierarchischen Kommunikationswege die Programme so stark dominieren, dass auch ohne Kenntnisse der konkreten Person von den formalen Programmen bereitwillig abgewichen wird. Es scheint in dem Krankenhaus eine Organisationskultur zu herrschen, in der die Abweichung von formalen Programmen aufgrund einer hierarchischen Anweisung durch einen Arzt die Regel ist.

## Rezeption
Das Experiment gehört zu den klassischen Feldexperimenten in Organisationen. Ähnlich wie bei dem Milgram-Experiment konnte nachgewiesen werden, dass es eine große Differenz zwischen der Selbsteinschätzung von Personen über ihr vermutliches Verhalten und dem faktischen Verhalten von Versuchspersonen gibt.